# On Again... Off Again

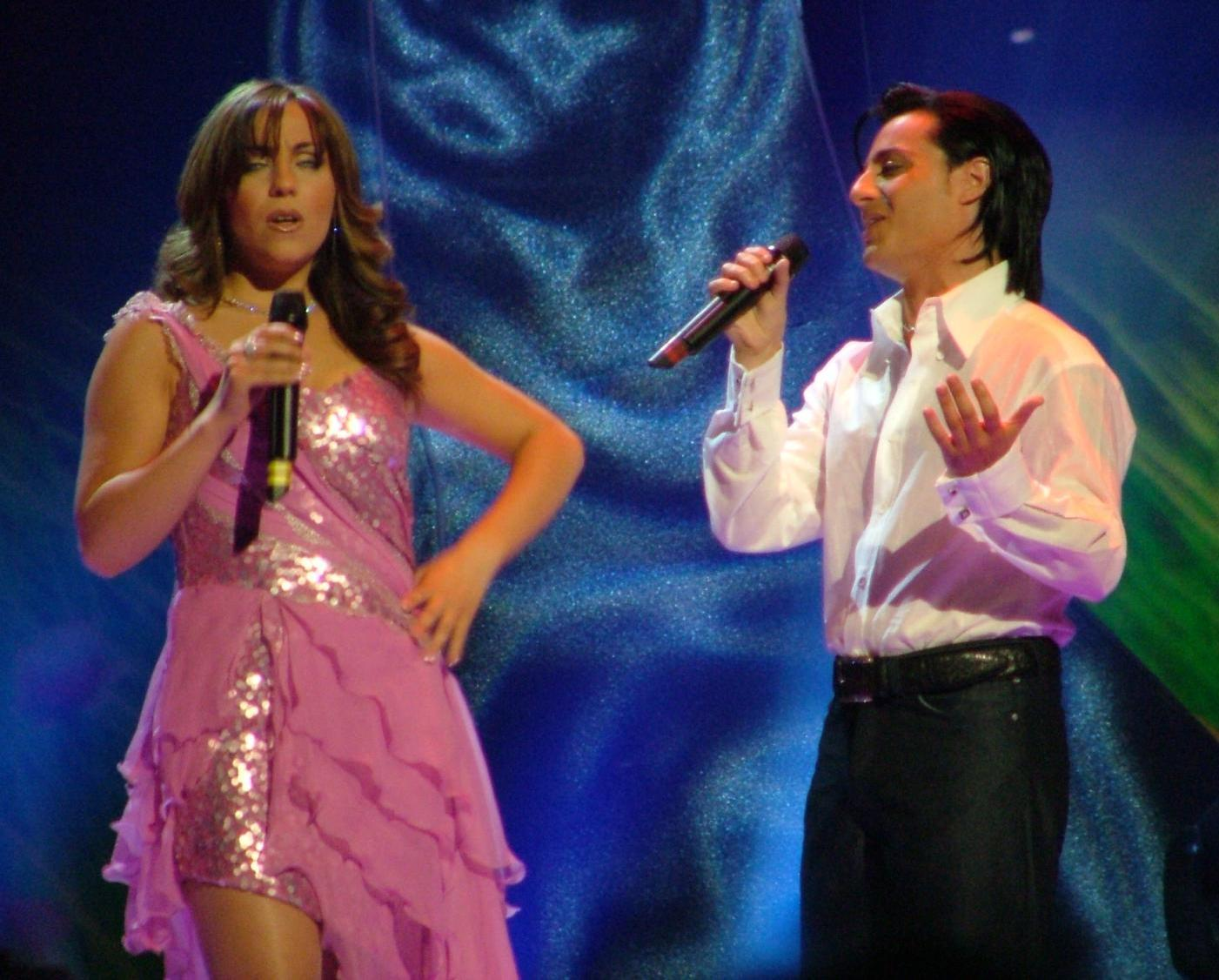
Julie & Ludwig 2004

On Again... Off Again är en låt framförd av Julie & Ludwig. Den är skriven av Philip Vella och Gerard James Borg.
Låten var Maltas bidrag i Eurovision Song Contest 2004 i Istanbul i Turkiet. I semifinalen den 12 maj slutade den på åttonde plats med 74 poäng vilket kvalificerade bidraget för finalen den 15 maj. Där slutade det på tolfte plats med 50 poäng.